# 日式牛仔一品鍋
《日式牛仔一品鍋》（日語：スキヤキ・ウエスタン ジャンゴ）為日本導演三池崇史拍攝的日式西部片作品，其和《決殺令》一樣都是向早期義大利式西部片《姜戈》致敬。

## 簡介
原作改編自1966年的義大利式西部片《姜戈》，並將場景轉換到了近代日本。敘述在源平合戰百年後的日本，兩家後裔為了某小鎮中流傳著傳說中的秘寶而再次大打出手，一名來自美國西部的神槍手路經此地，卻無端捲進兩家的征戰中。

## 軼事
由於導演三池和昆汀·塔伦蒂诺為好友，且先前三池曾經在昆汀片中客串，故此次昆汀亦在本片中客串演出。本片同時也影響產生昆汀重拍《姜戈》的想法，而有了後來的《決殺令》。

## 外部連結
- 《日式牛仔一品鍋 （页面存档备份，存于）》在網路電影資料庫的頁面
- 《日式牛仔一品鍋 （页面存档备份，存于）》在爛蕃茄的頁面